# Tetrafluorek siarki
Tetrafluorek siarki, nazwa Stocka: fluorek siarki(IV), SF
4 – nieorganiczny związek chemiczny z grupy fluorków, w którym siarka występuje na IV stopniu utlenienia. W normalnych warunkach występuje jako bezbarwny gaz o gęstości 3,78 razy większej od powietrza. Wykazuje znaczną toksyczność i korozyjność. Rozpuszcza się w wodzie i benzenie.
Inne właściwości:
- swobodna entalpia tworzenia: −718 kJ/mol
- standardowa entalpia tworzenia: −760 kJ/mol
- standardowa molowa entropia: 296,6
- molowa pojemność cieplna pod stałym ciśnieniem: 76,7